# Ein Auto und kein Geld
Ein Auto und kein Geld ist eine deutsche Filmkomödie aus dem Jahr 1931 unter der Regie von Jakob Fleck und Luise Fleck, in der Paul Kemp, Dina Gralla und Igo Sym die Hauptrollen spielen. Das Drehbuch beruht auf Motiven des gleichnamigen Romans von Wilhelm Lichtenberg.

## Handlung
Peter Knopf, ein stellungsloser Schaufensterdekorateur, bekommt von seiner Freundin Mimi ein Los geschenkt, mit dem er ein Luxusauto gewinnt. Zum Gewinn gehört auch ein Chauffeur, allerdings mit der Einschränkung, dass dieser ihm lediglich für vier Wochen zur Verfügung steht. Eine Garage und kostenloses Benzin für den entsprechenden Zeitraum gibt es noch obendrauf. Peter Knopf hat schon immer von Reichtum und Luxus geträumt. Er ist so begeistert von seinem Gewinn, dass er verdrängt, wer er wirklich ist. Selbst Mimi, der er den Gewinn eigentlich zu verdanken hat, vergisst er in seinem Höhenrausch. Mit dem Chauffeur, der Peter für die vier Wochen zur Verfügung steht, hat es allerdings eine besondere Bewandtnis. Bei ihm handelt es sich um einen reichen, jungen Marchese, der sich in leicht angetrunkenem Zustand nachts ins Hotelzimmer von Mary Kersten verirrt hatte, neben der er zu seinem Erstaunen am anderen Morgen erwachte. Auf Marys Hilferufe eilte das Hotelpersonal herbei und der Marchese de la Sera trat die Flucht an, ohne Mary bewusst zu Gesicht bekommen zu haben. Marys Vater allerdings, ein Großindustrieller mit strengen moralischen Grundsätzen, verlangte von dem Marchese, dass er seine Tochter heiraten müsse, um ihre Ehre dadurch wieder herzustellen. Der Marchese, der keine Ahnung hatte, dass es sich bei Mary um eine sehr hübsche junge Frau handelt, floh, um einer erzwungenen Eheschließung zu entgehen. So kommt er zu der Stellung als Chauffeur in dem Glauben, dass er in einem solchen Job vor Kersten und dessen Nachforschungen sicher sei. Das Luxusauto ist von ihm für die Tombola gestiftet worden.
Als Angestellter von Peter kommt er auf die Idee, dass dieser sich als Marchese de la Sera ausgeben solle, da er sich sicher ist, dass Mary vor einen solch kleinbürgerlichen Mann, wie Peter es in seinen Augen ist, zurückschrecken und ihrem Vater klarmachen werde, dass eine Heirat nicht in Frage komme. Peter Knopf widersetzt sich zwar erst dem Ansinnen des Marchese, kann dann aber der Versuchung, einmal den großen Herrn zu spielen, nicht widerstehen. So begibt er sich in der Rolle des Marchese de la Sera in das vornehmste Hotel der Stadt. Sein neues Leben lässt sich gut an, mündet dann aber immer mehr im Chaos und die Verwicklungen wollen kein Ende nehmen. Nicht nur, dass er sich als Marchese einem Duell stellen muss, will ihn Kersten auch zu einer Verlobung mit sener Tochter zwingen. Peter weiß jedoch längst, dass seine Liebe Mimi gehört. Da ist es gut, dass ihm der Zufall zu Hilfe kommt, denn Mary hat sich in den Marchese verliebt, den sie tatsächlich für einen Chauffeur hält. Der Marchese erwidert Marys Gefühle, Marys Vater allerdings kann es nicht glauben, dass seine Tochter sich mit einem gewöhnlichen Chauffeur abgibt. Um zufriedener ist er, als sich herausstellt, wer dieser „Chauffeur“ wirklich ist. Auch Peter ist darüber, wie die Dinge sich entwickelt haben, nicht unglücklich, eher im Gegenteil. Von seinem Gewinn bleibt ihm, wie es aussieht, zwar nichts, da er viel Geld als Marchese ausgegeben hat, sodass er den gewonnenen Wagen seinen Gläubigern überlassen muss. Der echte Marchese kommt jedoch für Peters Schulden auf, nimmt sein Luxusauto zurück und überlässt Peter dafür ein Rundfahrauto, mit dem dieser gemeinsam mit Mimi, die er heiratet, ein lukratives Unternehmen aufzieht. Peter ist nämlich zu der Erkenntnis gelangt, wie wertvoll Liebe und Zufriedenheit sind und dass Reichtum und Luxus sie nicht aufwiegen. Mary wiederum findet ihr Glück mit dem Marchese und auch der alte Kersten ist zufrieden mit der Entwicklung der Dinge.

## Produktion

### Produktionsnotizen
Die Dreharbeiten des von der Produktionsfirma Heros-Film (Berlin) inszenierten Films fanden in den Hunnia Studios in Budapest statt. Die Filmkulissen wurden von Max Heilbronner gestaltet, die Gesamtausstattung lag ebenfalls in seinen Händen, die Produktionsleitung lag bei Josef Stein und die Aufnahmeleitung bei Arthur Gottlein.
Allgemein im Kino erschien der Film erstmals am 11. Februar 1932. Die Uraufführung fand bereits am 23. November 1931 in Düsseldorf statt.

### Musik im Film
- Marschlied: Ein Auto und kein Geld! – Text: Charles Amberg, Musik: Bernard Grün
- Lied/Fox: Bi-Be-Le-Bo … – Text und Musik wie zuvor
- Lied/English Waltz: Zu jedem kommt einmal das Glück …! – Text und Musik wie zuvor

## Kritik
Paul Ickes stellte in der Filmwoche fest: „Das Spiel ist in die Rubrik jener Filme einzusetzen, die nicht mehr Leben und doch nicht ganz Posse sein wollen, man kann sie gedankenlos betrachten und das Kino gedankenlos verlassen. Um diesen Erfolg, den das Publikum beklatschte, bemühte sich Paul Kemp, der der Star des Abends wurde und am besten abschnitt. Weniger stark gelang Igo Syms Schöpfung, weil die ihm von der Rolle vorgeschriebene Distinguiertheit keine Lichter erlaubt. Man müßte auch bei vornehmen Leuten eine angemessene Bewegtheit zulassen.“